# Xã Promised Land, Quận Craighead, Arkansas
Xã Promised Land (tiếng Anh: Promised Land Township) là một xã thuộc quận Craighead, tiểu bang Arkansas, Hoa Kỳ. Năm 2010, dân số của xã này là 190 người.